# Sophronica benjamini
Sophronica benjamini là một loài bọ cánh cứng trong họ Cerambycidae.